# نامر (حوران)
نامر هي قرية سورية تتبع ناحية الشيخ مسكين في منطقة إزرع في محافظة درعا. تقع القرية في سهل حوران إلى الشمال الشرقي من مدينة درعا بـ 22 كم. بلغ عدد سكانها 2,507 نسمة في عام 2004 حسب إحصاء المكتب المركزي للإحصاء.

## الآثار
تعتبر قرية نامر من القرى الأثرية الهامة، وآثارها قديمة تعود لعصر الروم البيزنطين والغساسنة العرب والعصر الأموي.
من الآثار الكثيرة المنتشرة في نامر: الجامع القديم ووحمامات رومانية وكنائس قديمة ومنازل رومانية وغيرها.